# تومازو مونتانو
تومازو مونتانو (ایتالیایی: Tommaso Montano؛  ‏ تلفظ ایتالیایی: [tomˈmaːzo]؛ ‏ زادهٔ ۱۴ مارس ۱۹۵۳) ورزشکار شمشیربازی اهل ایتالیا است.
وی در مسابقات کشوری و بین‌المللی در مجموع برندهٔ ۱ مدال نقره شده‌است.